# Malische Davis-Cup-Mannschaft
Die malische Davis-Cup-Mannschaft ist die Herren-Tennisnationalmannschaft Malis.

## Geschichte
Zwischen 2001 und 2004 nahm Mali am Davis Cup teil. Dabei kamen sie jedoch nie über die Afrika-Gruppenzone IV hinaus, ihr bestes Resultat war Platz zwei in der Gruppe B 2001. Erfolgreichster Spieler ist Diaguely-Dittamba Samassa mit insgesamt 5 Siegen, mit 8 Teilnahmen ist Amadou Diallo Rekordspieler.